# Lee Hyeon-seo
Lee Hyeon-seo (hangul: 이현서, ur. w styczniu 1980) – uciekinierka z Korei Północnej, pisarka i działaczka praw człowieka. Znana z autorstwa książki pt. Dziewczyna o siedmiu imionach, w której opisuje swoje życie.

## Życiorys

### Życie w Korei Północnej
Lee Hyeon-seo dorastała w miejscowości Hyesan w Korei Północnej. Jak później stwierdziła w wywiadzie, była bezgranicznie oddana swojej ojczyźnie i myślała, że jest to najlepsze miejsce na ziemi. W wieku siedmiu lat ujrzała po raz pierwszy publiczną egzekucję. Jej rodzina początkowa nie była biedna, jednak ich również dotknęła klęska głodu, która nawiedziła Koreę Północną w 1995 roku. Z powodu głodu i braku nadziei na lepsze życie, spróbowała uciec.

### Ucieczka i pobyt w Chinach
Przekroczyła granicę samotnie w 1997 w porozumieniu z zaznajomionym strażnikiem. Została aresztowana przez Chińskie władze jako nielegalna imigrantka, jednak została zwolniona po zdaniu testu ze znajomości języka chińskiego. Po 10 latach udało się jej uciec do Korei Południowej. W styczniu 2008 wylądowała na Incheon International Airport w Seulu, po czym udała się do urzędu ds. imigrantów i poprosiła o azyl. Mimo że zazwyczaj południowokoreańskie władze są życzliwe dla imigrantów z północy, urzędnicy byli sceptyczni i nie wierzyli w historię Lee Hyeon-seo, żądając udowodnienia swojej ucieczki. Podejrzewali, że może ona być Chinką próbującą nielegalnie przedostać się do kraju. Jednak ostatecznie Lee uzyskała azyl i mogła rozpocząć studia na Hankuk University of Foreign Studies w Seulu.

### Pomoc rodzinie
Podczas pobytu w Seulu wysyłała pieniądze swojej rodzinie, które zostały przechwycone przez władze Korei Północnej. Na skutek tego jej rodzina musiała się chronić przed aresztowaniem. Lee Hyeon-seo postanowiła pomóc im w ucieczce. Ponieważ nie znali oni chińskiego, a jedyna możliwość ucieczki była przez granicę z Chinami, musiała ona wrócić do tego kraju i stać się ich przewodniczką. Gdy ktoś z policji pytał o nich, Lee Hyeon-seo twierdziła, że są głusi i nie mogą mówić. Nie obyło się jednak bez wielu łapówek, tak więc pod koniec podróży przez Chiny zabrakło im pieniędzy. Po przekroczeniu granicy z Laosem rodzina Lee została aresztowania i umieszczona w więzieniu. W ucieczce pomógł im bezinteresownie nieznajomy człowiek mówiący po angielsku – później okazało się, że był to Dick Stolp z Australii.

### Dalsze losy
Lee Hyeon-seo wróciła do Seulu, gdzie kontynuowała studia. W 2013 opowiedziała o swoim życiu na konferencji w Long Beach. Brała udział również w konferencji w Oslo i występowała w australijskiej telewizji. W 2015 roku została wydana jej książka The Girl with Seven Names: A North Korean Defector’s Story (polski tytuł: Dziewczyna o siedmiu imionach), w której również przedstawiła swój życiorys.